# Saint-Jean-de-Marcel
 Saint-Jean-de-Marcel là một xã thuộc tỉnh Tarn trong vùng Occitanie in miền nam nước Pháp. Xã này nằm ở khu vực có độ cao trung bình 381 mét trên mực nước biển.
Sông Cérou chảy qua thị trấn.